# معاداة السامية في فرنسا خلال القرن الحادي والعشرين
زادت معاداة السامية في فرنسا منذ أواخر القرن العشرين وحتى القرن الحادي والعشرين.
في أوائل القرن الحادي والعشرين، كان معظم اليهود في فرنسا -مثل معظم المسلمين فيها- من أصل شمال إفريقي. يوجد في فرنسا أكبر عدد من اليهود في الشتات بعد الولايات المتحدة ويقدر عددهم بـ 500 إلى 600 ألف شخص. يوجد في باريس أعلى عدد من السكان، تليها مرسيليا، التي تضم 70 ألف يهودي، معظمهم من أصل شمال أفريقي. شوهدت عبارات معاداة السامية ترتفع خلال حرب الأيام الستة عام 1967 والحملة الفرنسية المعادية للصهيونية في السبعينيات والثمانينيات. أظهرت الدراسات الاستقصائية زيادة في المعتقدات المعادية للسامية النمطية بين عامة السكان الفرنسيين بعد النجاحات الانتخابية التي حققتها الجبهة الوطنية اليمينية المتطرفة وإنكار متزايد للهولوكوست في التسعينيات.
في بداية القرن الحادي والعشرين، ارتفعت معاداة السامية في فرنسا كثيرًا خلال اضطرابات الانتفاضة الثانية في إسرائيل والأراضي الفلسطينية، وأيضًا في دول أوروبية أخرى. إضافةً إلى ذلك، بدأت نسبة كبيرة من الجيل الثاني من المهاجرين المسلمين في فرنسا يتعاطفون مع القضية الفلسطينية، بل إن بعضهم يتوافق مع الإسلام المتطرف. في أوائل العقد الأول من القرن الحادي والعشرين، دارت مناقشات حادة حول طبيعة معاداة السامية في فرنسا، مع التنديد بها فيما يتعلق بالوضع في الشرق الأوسط والإسلام.
تطورت الانقسامات بين الجماعات المناهضة للعنصرية، وبدأ بعض اليهود الفرنسيين الهجرة إلى إسرائيل إذ أثار العنف والاعتداءات اللفظية غضب تلك الجماعات.
بحلول أوائل 2014، تجاوز عدد اليهود الفرنسيين عدد اليهود الأمريكيين المهاجرين، وأُطلق على هجرتهم اسم «عليا» وهي كلمة عبرية تشير إلى «الهجرة اليهودية إلى فلسطين». في الوقت نفسه، أفاد 70% من اليهود الفرنسيين في استطلاعات الرأي بأنهم قلقون من الإهانات أو المضايقات و60% قلقون من الاعتداء الجسدي بسبب أصلهم. وهي نسب تتجاوز المُعدل الأوروبي.

## خلفية
في مطلع القرن الحادي والعشرين، كان لدى فرنسا ما يقدر بـ 500 - 600 ألف يهودي، معظمهم من السفرديم من أصل شمال إفريقي. وهو ثاني أكبر عدد من السكان خارج إسرائيل، بعد الولايات المتحدة. أبيد ربع السكان اليهود الأشكناز في فرنسا خلالالهولوكوست في الحرب العالمية الثانية. بعد الحرب، أصدرت الحكومة الفرنسية قوانين لمنع التفرقة والأعمال المعادية للسامية ولحماية اليهود في البلاد.
في الخمسينيات والستينيات، هاجر العديد من اليهود السفرديم من الدول التي نالت استقلالها عن الاستعمار خلال الحرب -مثل الجزائر والمغرب وتونس- إلى فرنسا، تركت حروب الاستقلال لكلا الجانبين مرارة كبيرة، وانغمست الجزائر في حرب أهلية لسنوات بعد الاستقلال. غادر اليهود شمال إفريقيا إذ توترت العلاقات في المنطقة خلال حرب الأيام الستة عام 1967 بين إسرائيل ومصر والدول العربية، ما زاد من التوترات في جميع أنحاء العالم العربي. ساهمت الانتفاضة الفلسطينية الثانية سنة 2000 في تصاعد التوتر، ومع تزايد التوتر بين العرب المسلمين واليهود في دول شمال إفريقيا، غادر معظمهم المنطقة الآن.
بدايةً من أواخر القرن العشرين، بدأ الكثير من العرب من دول شمال إفريقيا بالهجرة إلى فرنسا لأسباب اقتصادية، والهروب من النزاعات في بلادهم.
تاريخيًا، عاش العديد من عرب شمال إفريقيا في فرنسا وعملوا هناك منذ الحرب العالمية الثانية. بَنَت مجموعة المسلمين الجامع الكبير في باريس سنة 1929. ساعد إمامه سي قدور بن غبريط والعديد من أعضائه في حماية اليهود من الترحيل إبان الهولوكوست.
في منتصف التسعينيات، جدد المؤرخون النقاش حول الاشتراكية الوطنية والتعاون ومسؤولية نظام فيشي عن ترحيل اليهود خلال الهولوكوست. واختلفوا حول كتاب «فيشي فرانس: الحرس القديم والنظام الجديد، 1940-1944» (1972)، للمؤرخ الأمريكي روبرت باكستون، الذي قال إن نظام فيشي تواطئ مع ألمانيا النازية.
بنت المؤرخة البريطانية مود ماندل تساؤلاتها في «اليهود والمسلمين في فرنسا: تاريخ صراع» (2014) على العلاقات التاريخية بين شعوب شمال أفريقيا. تعزو جذور معاداة السامية الإسلامية بين الجيل الثاني من المهاجرين في فرنسا إلى العلاقات بين الطوائف السابقة لشعوب الجزائر وتونس والمغرب ومسار إنهاء الاستعمار في شمال أفريقيا، وأحداث الصراع العربي الإسرائيلي المستمر. يرى علماء الاجتماع مثل نونا ماير ولوران موتشيللي وآخرون إن الآراء المعادية للسامية قد انحسرت في فرنسا منذ نهاية الحرب العالمية الثانية، وأن الأشكال الأخرى من العنصرية كانت أكثر انتشارًا من معاداة السامية. انتقد أعضاء الجالية اليهودية الفرنسية هذا الاستنتاج.
كافحت فرنسا لمساعدة الشباب من الطبقة العاملة العربية على إيجاد عمل، لارتفاع معدل البطالة بينهم. في مجمعاتهم السكنية المعزولة خارج باريس، تنتشر العدائية ضد السامية. سنة 2016، يوجد في باريس أكبر عدد من اليهود في فرنسا، تليها مرسيليا، التي تضم 70 ألف يهودي.
استقر العديد من العرب من الطبقة العاملة واليهود السفرديم أيضًا في مدن جنوب فرنسا، التي اقترنت منذ فترة طويلة بالتبادل التجاري والثقافي مع شمال إفريقيا. في العديد من هذه المجتمعات، مثل نيس ومرسيليا، عاش المهاجرون العرب واليهود من دول شمال إفريقيا في مجتمعات مختلطة إذ بدأوا بصنع حياة جديدة في فرنسا. كل من اليهود والمسلمين هم أقليات في فرنسا. عمل العديد من يهود شمال إفريقيا مع المهاجرين العرب لمكافحة العنصرية ودعم القضايا التقدمية الأخرى.
ترتبط المخاوف الفرنسية حول معاداة السامية بين الجيل الثاني من المجموعات العربية أيضًا بمخاوف عامة حول الإرهاب الإسلامي في البلاد. سنة 2015، عانت باريس من هجومين إسلاميين رئيسيين، استهدفا عمومًا جميع الفرنسيين. إضافةً إلى ذلك، من نهاية 2015 إلى أوائل 2016، حدثت هجمات مستقلة ضد يهود في عدة مدن، متضمنةً مرسيليا بين أكتوبر ويناير.
سنة 2017 ورد أن «مدير سابق في مدرسة إعدادية قال إنه نصح اليهود بانتظام بعدم الحضور للمدرسة خوفًا من مضايقة الطلاب الآخرين» وأن ثلث اليهود فقط يذهبون إلى المدارس العامة.

## الأفعال المعادية للسامية
أصدرت اللجنة الاستشارية الوطنية لحقوق الإنسان تقارير سنوية عن الأنشطة المعادية للسامية جزءًا من الرقابة الفرنسية على حقوق الإنسان. سُجلت مستويات مقلقة من الأعمال والتهديدات المعادية للسامية في فرنسا 2002-2004 في ذروة الانتفاضة الثانية، وسنة 2009. وفقًا للجنة الوطنية الاستشارية لحقوق الإنسان، فقد حددت الإجراءات التي يجب اتخاذها بأنها جرائم قتل وهجمات ومحاولات اعتداء، والحرق العمد والإهانة والعنف والاعتداء والضرب. تُعرف التهديدات المعادية للسامية بأنها تشمل الكلام والإشارات والشتائم المهددة، والكتابات على الجدران، والمنشورات والرسائل. اعتُمد على الحقائق في تقرير وكالة الاتحاد الأوروبي للحقوق الأساسية عن حوادث معاداة السامية في فرنسا من 2001-2011، الصادر في يونيو 2012.
يحتفظ مجلس الشؤون الجنائية والعفو في وزارة العدل بسجلات تتعلق بعدد الاتهامات الموجهة سنويًا فيما يتعلق بالجرائم العنصرية والمعادية للسامية والتمييز.

### الهجمات

#### 2002- 2012
كان هجوم سيارة ليون سنة 2002 جزءًا من موجة من الهجمات المتزايدة على اليهود في فرنسا في أوائل القرن الحادي والعشرين. ربطه المحللون بالانتفاضة الثانية في إسرائيل والأراضي الفلسطينية.
في 21 يناير 2006، اختطفت مجموعة تسمى عصابة البربر بقيادة يوسف فوفانا إيلان حليمي، شاب يهودي فرنسي من أصل مغربي. تعرض حليمي للتعذيب على مدى 3 أسابيع، ما أدى إلى وفاته.
11 - 19 مارس 2012، ارتكب محمد مراح، وهو فرنسي من أصل جزائري مولود في تولوز، عمليات إطلاق النار في تولوز ومنتوبان، وهي سلسلة من الهجمات ضد الجنود والمدنيين الفرنسيين في منطقة ميدي بيرينيه. في اليوم الأخير هاجم مدرسة يهودية في تولوز نهارًا، ما سبب مقتل مدرس و3 أطفال وإصابة شاب. أصاب «مراح» ثلاثة رجال شرطة قبل أن يُرديه قناص من الشرطة. في أثناء محاصرة الشرطة الذي استمرت 30 ساعة على شقته يوم 22 مارس.

#### 2015 حتى الآن
سجلت الهجمات على اليهود ارتفاعًا قياسيًا سنة 2015، وانخفضت الأرقام بنسبة 58٪ سنة 2016 وانخفضت بنسبة 7٪ أخرى سنة 2017. وسنة 2018، شهدت الأشهر التسعة الأولى من العام ارتفاعًا بنسبة 69٪ في الهجمات. مع أنهم يمثلون 1٪ فقط من السكان في فرنسا، فإن اليهود مُستهدفون بنسبة 40٪ من أعمال العنف ذات الدوافع العنصرية أو الدينية.
يُعتقد أن تزايد الهجمات العنيفة على اليهود في فرنسا منذ 2015 يهدد «وجود المجتمعات اليهودية» في فرنسا. خلال هجمات يناير 2015 في إيل دو فرانس، في حصار بورت دو فينسينز احتجز مسلح رهائن في متجر كوشر الكبير. في أعقاب الهجمات، زادت الحكومة الفرنسية من وجود الجنود خارج المباني اليهودية المعروفة. في فبراير 2015، هجم مناصر إسلامي لداعش بسكين على حرس مركز الجالية اليهودية في نيس في فبراير 2015.
في 24 أكتوبر 2015، طعن رجل يهتف بشعارات معادية لليهود 3 رجال يهود خارج كنيس في مرسيليا. أصيب أحد الضحايا بجروح خطيرة في البطن، وأُلقي القبض على المعتدي.
في 18 نوفمبر 2015، طعن 3 رجال يهتفون بشعارات معادية لليهود معلمًا في مرسيليا في الشارع. كان يرتدي أحد الرجال قميص داعش. اقترب الرجال الثلاثة وهم يركبون دراجة نارية من المعلم وطعنوه في ذراعه وساقه وفروا عندما اقتربت سيارة.
في 12 يناير 2016، تعرض المعلم بنيامين أمسيليم لهجوم من صبي في سن المراهقة يحمل خنجرًا خارج مدرسة يهودية في مرسيليا. زعم المهاجم أنه يتصرف باسم داعش، قاوم أمسيليم بصد بعض ضربات المنجل بالكتاب المقدس الكبير الملفوف بالجلد الذي كان يحمله. كان المهاجم كردي مسلم هاجرت عائلته من تركيا إلى فرنسا. وهو طالب ممتاز من منزل مستقر ومتدين، قالت السلطات الفرنسية أنه تطرف بسبب قضاء ساعات طويلة في الاطلاع على المواقع الإسلامية.